# Pore
Pore è un comune della Colombia facente parte del dipartimento di Casanare.
L'abitato venne fondato da Adriano Vargas e Francisco Enciso nel 1644.